# Leslie (orkaan)
Orkaan Leslie is de zesde orkaan van het Atlantisch orkaanseizoen 2018. Het was een van de langstdurende Atlantische orkanen.
Op 22 september vormde zich 1600 kilometer westzuidwest van de Azoren een storing die westelijk trok. Op 23 september was het systeem uitgegroeid tot subtropische storm Leslie, waarmee 2018 het eerste jaar was dat er zich rond de Atlantische Oceaan zes subtropische stormen hadden gevormd. De verwachting was dat Leslie in enkele dagen geabsorbeerd zou worden door een frontale depressie. Leslie kronkelde daarna over de Atlantische Oceaan zonder duidelijke richting, maar werd niet geabsorbeerd. Op 25 september was Leslie extratropisch, maar de verwachting was dat het later opnieuw tropische kenmerken zou verkrijgen.
Op 26 september begon het zich af te scheiden van het front en op 28 september vormde het zich weer tot een subtropische storm en op 29 september tot een tropische storm, met de verwachting dat deze uit zou groeien tot een orkaan. Dit was zover op 3 oktober, terwijl Leslie oostelijk bewoog richting de Azoren. De verwachting was dat Leslie af zou nemen in kracht door een lagere zeewatertemperatuur en meer windschering. Op 4 oktober was Leslie inderdaad weer afgenomen tot tropische storm, met de verwachting weer uit te groeien tot orkaan.
Op 6 oktober bleek Leslie af te buigen naar het zuiden en meer aan te liggen op Madeira, waarna gedacht werd dat de richting naar Portugal verlegd zou worden. Op 10 oktober was Leslie weer toegenomen tot orkaankracht en was de verwachting dat deze voor de Canarische Eilanden af zou buigen naar het zuiden.
Door interactie met een trog veranderde op 12 oktober het verwachte pad opnieuw naar het zuiden van Portugal en Spanje. Op weg daarheen verloor Leslie op 13 oktober zijn tropische eigenschappen en arriveerde die avond als post-tropische storm bij de Portugese kust waar het aanlandde bij Figueira da Foz.